# Trädal
Trädal är en bebyggelse nordost om Kärna i Torsby socken i Kungälvs kommun. Från 2015 avgränsar SCB här en småort.